# Johan Carel de Leeuw

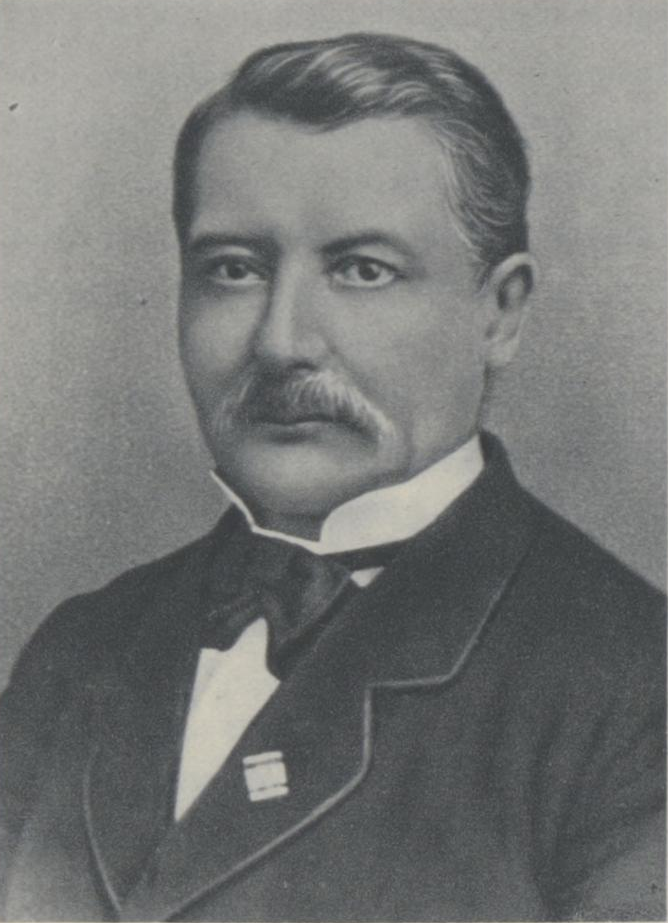
Johan Carel de Leeuw (1816-1880)

Johan Carel de Leeuw (Houtrijk en Polanen, 10 juni 1816 - Anna Paulowna, 13 september 1880) was een Nederlands waterbouwkundige, ontwerper van de Anna Paulownapolder, dijkgraaf en burgemeester. 

## Opleiding en eerste werkkring

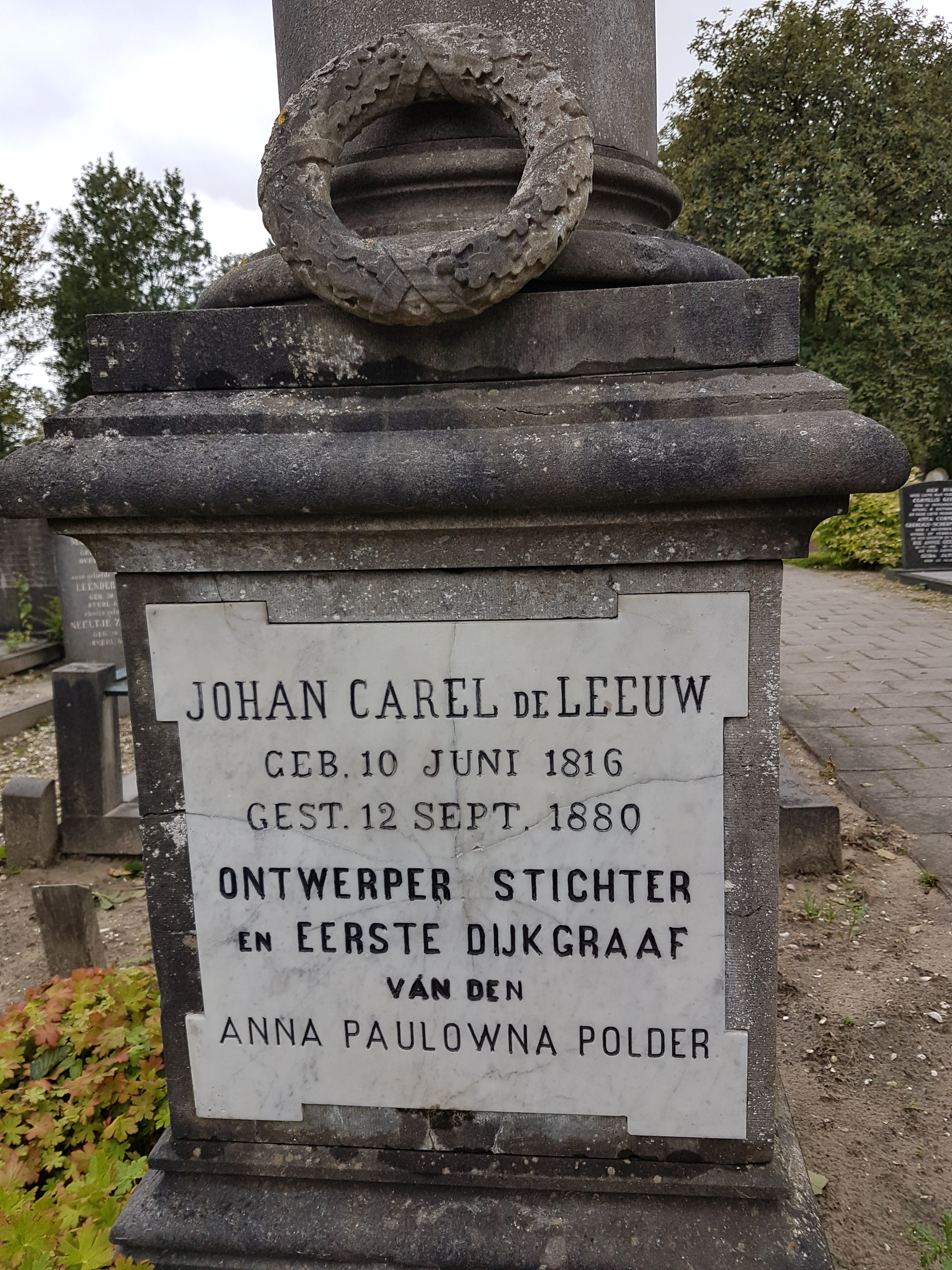
Graf en gedenkteken van J.C. de Leeuw op de algemene begraafplaats te Anna Paulowna

Hij is de zoon van Pieter de Leeuw, opzichter bij het Hoogheemraadschap Rijnland, en Johanna Geertruida Rutgers. Hij is geboren in de gemeente Spaarnwoude (in de buurtschap Houtrijk en Polanen). Hij volgde zijn vader op als opzichter bij het Hoogheemraadschap van Rijnland. Het was een welgestelde familie, ze hadden redelijk wat familiekapitaal.   
In 1840 is hij aangesteld als Directeur Waterwerken bij de gemeente Amsterdam. Hij heeft deze functie gehouden tot april 1848, toen hij directeur werd van de Maatschappij tot indijking van den Anna Paulownapolder.

## De Anna Paulownapolder
In de jaren 1840-1845 zijn er bij de overheid verschillende concessieaanvragen ingediend tot inpoldering van het gebied van de huidige Anna Paulownapolder. De aanvragers waren investeerders uit onder andere Dordrecht,  Haarlem en Alkmaar. Ook De Leeuw hoorde tot deze investeerders, maar hij had ook de taak om de plannen technisch voor te bereiden. Een aantal aannemers uit Sliedrecht en Hardinxveld zouden de uitvoering voor hun rekening nemen. In 1844 wordt de concessieaanvraag goedgekeurd.:blz 42
Op 24 december 1844 werd "De Maatschappij tot indijking van den Anna Paulownapolder". De Leeuw werd benoemd tot directeur met een jaarlijks traktement van ƒ 4000 voor een periode van ten minste 5 jaar. Er werd gelijktijdig opdracht gegeven aan de firma's Langeveld uit Sliedrecht, Hoogendoorn uit Hardinxveld en Lanser uit Zijpe om de drooglegging uit te voeren voor een bedrag van ƒ 615.000.
In 1845 is opdracht gegeven tot de bouw van een stoomgemaal door de firma De Waal & Van Diest uit Utrecht. In 1846 is de hele polder omdijkt en drooggevallen.
De gronden werden toen verkocht, maar de verkoopprijs die gerealiseerd kon worden was aanmerkelijk lager dan wat de investeerders oorspronkelijk voor ogen hadden. Maar er moesten nog wel de nodige werken uitgevoerd worden, zoals het graven van kavelsloten. Eind 1846 zijn alle werken nog niet klaar, de eerste oogsten van het land vallen tegen door het hoge zoutgehalte, en het werkkapitaal van de maatschappij begint op te raken. Herfinanciering was niet succesvol, en in december 1846 werd de laatste vergadering van de Maatschappij gehouden. 
Er werd daarna een vereniging opgericht die de werkzaamheden zou afhandelen. In februari 1846 werd door deze vereniging de Anna Paulowna Maatschappij opgericht. Het lukte om extra investeerders te krijgen, maar er werd wel sterk bezuinigd. Het traktement met De Leeuw werd wel voortgezet, maar zijn vergoeding werd verlaagd tot ƒ 3000. Ook alle andere personeelsleden kregen een vermindering van hun salaris. Toch bleek in 1848 nog een extra financiering nodig. Het lukte met moeite om die rond te krijgen. (In heel Europa zijn er politieke problemen in 1848, dit maakte de financiering extra lastig.)  
In de zomer van 1849 is de Maatschappij ontbonden, en zijn de taken overgeheveld naar een nieuw polderbestuur. De verantwoordelijkheid voor de polder lag toen dus niet meer bij de investeerders, maar bij de ingelanden. De lopende kosten van de polder konden daardoor ook gefinancierd worden uit de Polderlasten.  
In 1854 besluit het polderbestuur dat er een ambtswoning voor de dijkgraaf moet komen omdat het wenselijk is dat hij in de polder woont. Ze zijn van mening dat de polder beter bestuurd kan worden door iemand die ter plekke woont, en niet regelmatig vanuit Haarlem naar de polder moet komen. De verhuiskosten komen dan ook ten laste van de polder. Maar het bestuur laat de beslissing hierover wel over aan de dijkgraaf en zijn gezin; ze realiseren zich dat met name voor het gezin de verhuizing heel ingrijpend is.:blz 100-105 Uit een publicatie van de dochter van De Leeuw (Amy, onder pseudoniem Geertruida Carelsen) komt naar voren dat die keus niet helemaal vrijblijvend was. De familie had zoveel geld verloren met de investering, dat het voor De Leeuw nodig was om actief bij de polder betrokken te blijven en er het beste van te maken (wat overigens goed gelukt is). Op 1 mei 1855 is de woning gereed en verhuist De Leeuw met zijn gezin van Haarlem naar Anna Paulowna.
Hij  werd daar de eerste dijkgraaf.  In 1869 hadden de inwoners van de polder bij de overheid een verzoek ingediend om een aparte gemeente te worden (los van de gemeente Zijpe). In 1870 werd dit gehonoreerd, en werd De Leeuw de eerste burgemeester van de gemeente Anna Paulowna.:blz 210
Hij heeft veel energie gestoken in het in cultuur brengen van de landen, met name het stuk aan de westkant (het Breezand) was een zorgenkindje. Maar door een uitgekiend begreppelingssysteem en goede bemesting is het toch ook met dit stuk goed gekomen. Om te zorgen dat daar voldoende arbeiders waren heeft hij gezorgd voor goedkope arbeidershuisjes (in zijn rol als kerkvoogd). Bovendien werd er op die plaats een school gebouwd. Naast de Hervormde Kerk heeft hij ook gestimuleerd dat er een Rooms-katholieke kerk kwam. Het pad van de kerk naar het station werd door de bewoners "de Leeuwenkuil" genoemd, naar J.C. de Leeuw.:blz 212 Het gebied van het Breezand werd eigenlijk pas echt productief toen men startte met de bloembollenteelt, maar dat was na de tijd van De Leeuw.  

Hij heeft de teelt van nieuwe gewassen gestimuleerd, zoals meekrap en vlas. Voor de meekrapteelt heeft hij een meestoof laten bouwen, om de meekrap te drogen en het materiaal daarna in gedroogde vorm naar de verffabriek in Haarlem te kunnen transporteren.:blz 208

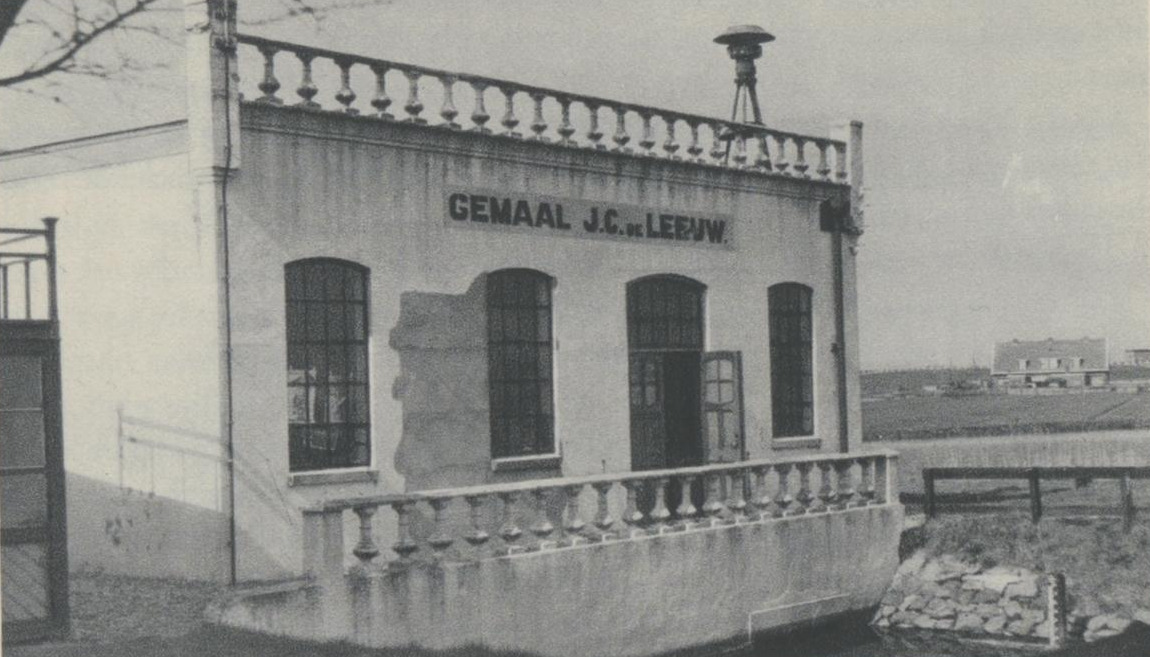
Het gemaal J.C. de Leeuw in 1946

## Het J.C. de Leeuwgemaal
Naar hem is het J.C. de Leeuwgemaal genoemd. Het gemaal werd in 1846 gebouwd door aannemer P. Schenk uit Oudesluis, samen met aannemerij Langeveld en Co. uit Hardinxveld, die de stoommachine produceerde. In 1873 werd voor zesduizend gulden een nieuwe ketel voor de machine geplaatst. Het gemaal is pas later naar Johan Carel genoemd. Het gemaal zorgt voor de bemaling van het centrale deel van de polder, en loost op het Oude Veer. Vanuit het boezemwater Oude Veer werd het water via de Van Ewijcksluis uitgeslagen in de Zuiderzee. Na de aanleg van de Amsteldiepdijk in 1924 komt het water in het Amstelmeer. 

## Andere activiteiten
Hij richtte, met W.F.A.Beijerinck en A.L. van Gendt in 1875 het “Ingenieurs-bureau voor  stoombemaling“ op, vooral met het doel om stoombemaling bij de polderbesturen ingang te doen vinden. Dit bureau heeft zowel hier als in Italië belangrijke bemalingswerken ontworpen, en (de uitvoering werd meestal aan de fabriek van Beijerinck toevertrouwd) uitgevoerd. Samen schreven zij o.a.  Bemaling der middel- en binnendijksche buitenveldersche polders. Een van de eerste opdrachten voor dit bureau was het ontwerp en uitvoering van een stoomgemaal bij Weesp in opdracht van de Genie  voor de inundatie van het water rond Weesp als onderdeel van de Stelling van Amsterdam. De stoommachine werd geleverd door de fabriek De Atlas van Beijerinck. In januari 1878 hebben ze een stoomgemaal van 30 pk opgeleverd  oor de Oost- en West Escamppolder bij Loosduinen met een scheprad van 80 cm breed en met een diameter van 6,8 m.
In 1875 gaf hij een lezing aan de polytechnische school in Delft met een plan voor landaanwinningen tussen de Anna Paulownapolder en het eiland Wieringen om zo extra 20.000 ha landbouwgrond te creëren. (De uiteindelijke Wieringermeerpolder, die in 1930 is drooggevallen, is  20.601 hectare) 

## Privé
Hij is in 1842 getrouwd met Maria Cornelia Elisabeth Penninck Hoofd en na het overlijden van Maria in 1876 is hij in 1878 hertrouwd met Antonia Francina Cateau van Rosevelt. Maria had een Engelse moeder (Amy May) en werkte als vertaalster. Financieel was de inpoldering van de Anna Paulownapolder voor De Leeuw geen succes, hij verloor hierdoor zijn baan bij het Hoogheemradschap van Rijnland, een groot deel van het familiekapitaal en zijn vaste inkomen (en huisvesting). De familie was daardoor genoodzaakt om naar Anna Paulowna te verhuizen. Omdat daar geen school was werden de twee zoons naar kostschool gestuurd. De twee dochters kregen thuisonderwijs.  
Bij Maria kreeg hij twee dochters  (Amy Geertruida, 1843; Albertina Carolina, 1848) en twee zoons (Marinus Carel, 1851; Ferdinand Leo, 1853).  Marinus werd gouverneur van Suriname, Amy werd schrijfster en publiceerde onder het pseudoniem Geertruida Carelsen. Amy trok er met haar vader vaak op uit voor de dijkinspectie, en op latere leeftijd werkte zij ook als secretaresse voor haar vader. Zij verzorgde onder andere de notulen van de vergaderingen.